# Quintana Roo
 Ovo je glavno značenje pojma Quintana Roo. Za općinu u meksičkoj državi Yucatan pogledajte Quintana Roo (Yucatan, Meksiko).
Quintana Roo jedna je od 31 saveznih država Meksika, smještena u južnom dijelu zemlje, na poluotoku Yucatán, na obali Karipskog mora. Država se prostire na 50.212 km², u njoj živi 1.290.323 stanovnika (2009), glavni grad je Chetumal, a u državi se nalazi poznato turističko središte i najveći grad države Cancún.
Quintana Roo je okružena saveznim državama Yucatán i Campeche na sjeveru i zapadu, istočno je Karipsko more, dok na jugu se nalazi međunarodna granica s Belizeom.

## Općine
- Benito Juárez
- Cozumel
- Felipe Carrillo Puerto
- Isla Mujeres
- José María Morelos
- Lázaro Cárdenas
- Othón P. Blanco
- Solidaridad